# Lancia Trevi

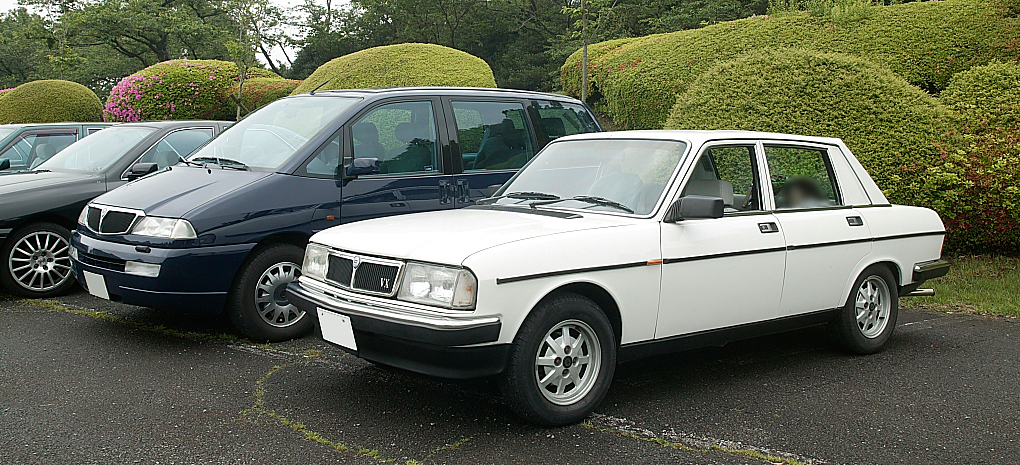
Lancia Trevi VX

Lancia Trevi var en sedanmodell i mellanklassen som presenterades 1980. Den baserades tekniskt på Betamodellen. Mellan 1980 och 1982 kallades den också för Lancia Beta Trevi, men bytte namn i samband med en uppdatering till enbart Trevi. 1984 lades produktionen ned och modellen ersattes av Prismamodellen och då hade omkring 40000 enheter av Trevi tillverkats.